# Остани с мен: Завинаги
„Остани с мен: Завинаги“ (на хинди: साथ निभाना साथिया, Saath Nibhaana Saathiya 2) е индийска телевизионна драма сериал на хинди, продуцирана от Rashmi Sharma Telefilms Limited“. Той служи като продължение на поредицата „Остани с мен“ и базиран на бенгалския сериал Ke Apon Ke Por на Star Jalsha с участието на Снеха Джейн и Харш Нагар. Премиерата му беше на 19 октомври 2020 г. Приключва на 16 юли 2022 г.

## Актьорски състав
- Деволина Баташарджи – Гопи Ахем/Джаги Моди
- Мохамад Назим – Ахем Параг Моди/Джаги Параг Моди
- Рупал Пател – Кокила Параг Моди
- Снеха Джейн – Гена
- Харш Нагар – Ананд Прафул Десай
- Аканкша Джунджа – Канак Панкадж Десай
- Джей Патак – Панкадж Прафул Десай
- Алираза Намдар – Прафул Десай
- Надя Химани – Хема Четан Десаи
- Пракаш Вагела – Четан Прафул Десай
- Манас Адхия – Сагар
- Анурадха Канабар – Джамуна Прафул Десай
- Вандана Витлани – Урмила Джиту Ша
- Маниш Арора – Параг Толарам Моди
- Свати Ша – Хитал Чираг Моди

## В България
В България сериалът започва излъчване на 24 октомври 2022 г. по Нова телевизия и завършва на 14 юли 2023 г. Ролите се озвучават от Йорданка Илова, Силвия Русинова, Ася Братанова, Стефан Сърчаджиев – Съра, Димитър Иванчев и Владимир Колев.